# Handball Club des Volcans
Maillots
Le Handball Club des Volcans est un club français de handball basé à Aurillac qui évolue pour la saison 2020-2021 en Championnat de France de Nationale 2 masculine (D4).
Alors qu'il était appelé Aurillac Handball Cantal Auvergne, le club a évolué pendant deux saisons en Division 1 entre 2008 et 2010, année où le club a été mis en liquidation judiciaire.
3 anciens joueurs se sont alors organisés avec des parents d'équipes jeunes pour faire perdurer le handball à Aurillac et ainsi permettre aux 150 jeunes licenciés de pouvoir continuer le handball malgré la liquidation d'Aurillac handball Cantal Auvergne en juin 2010.

## Histoire
- 1972 : Création du club sous le nom de Handball Club Aurillac (HBCA)
- 1983 : Première expérience en Nationale 3 Masculine
- 1994 : Lancement du premier "projet de développement" alors que le club était retombé en régional
- 2000 : Montée en Pré-nationale
- 2001 : Accession en Nationale 3
- 2002 : Montée en Nationale 2, une première pour un club du cantal
- 2003 : 2e poule 1 N2M (62 points, 18 victoires, 8 défaites) derrière Saint-Cyr sur Loire. Éliminé en finale de barrages d'accession par Sedan (27-25 puis 20-24)
- 2004 : Champion de France de Nationale 2 masculine, montée en Nationale 1. Changement du nom pour Aurillac Handball Cantal Auvergne
- 2005 : Champion de France de Nationale 1 masculine, montée en Division 2
- 2006 : 8e de Division 2
- 2007 : 6e de Division 2
- 2008 : 2e de Division 2 et montée en Division 1 LNH
- 2009 : 10e de Division 1 LNH
- 2010 : 13e de Division 1, liquidation judiciaire du club. Puis création du Handball Club des Volcans, qui repart en Nationale 3 masculine sous le nom de Handball Club des Volcans HCV.
- 2011 : Nationale 3
- 2012 : Nationale 3
- 2013 : Nationale 3

## Palmarès
- Championnat de France Division 2
  - Vice-champion : 2008
- Champion de France Nationale 1
  - Champion : 2005
- Champion de France Nationale 2
  - Champion : 2004

## Personnalités liées au club
- Cédric Pinon : Joueur de 2001 à 2005
- Grégory Lécu : Joueur de 2005 à 2010
- Christophe Carnet : Joueur de 2006 à 2010
- Julien Philippe : Joueur de 2002 à 2013
- Aurélien Abily : Joueur de 2005 à 2009
- Frédéric Beauregard : joueur de 2005 à 2009
- Yann Genty : joueur de 2008 à 2010
- Pierre Montorier : joueur de 2003 à 2010
- Jérémy Roussel : joueur de 2003 à 2008 puis entraîneur de 2008 à 2010